# كارلو سكوتي
كارلو سكوتي (بالإيطالية: Carlo Scotti)‏ (مواليد 11 مايو 1904) هو ملاكم إيطالي، مثّل بلاده في الألعاب الأولمبية الصيفية 1924.

## روابط خارجية
كارلو سكوتي على موقع أوليمبيديا (الإنجليزية)